# یاکوب هولم
یاکوب هولم (دانمارکی: Jacob Holm؛ زادهٔ ۵ سپتامبر ۱۹۹۵) بازیکن هندبال اهل دانمارک است.